# Кульмбах (район)
Кульмбах (нем. Kulmbach) — район в Германии, в  административном округе Верхняя Франкония Республики Бавария. Центр района — город  Кульмбах. Региональный шифр — 09 477. Регистрационные номера транспортных средств — KU, EBS, SAN.
По данным на 31 декабря 2015 года / 31 декабря 2015 года:
- территория — 65 833,77 га;[3]
- население  — 72 468 чел.;[1]
- плотность населения — 110.19 чел./км²;
- землеобеспеченность с учётом внутренних вод — 9075 м²/чел.

## Население
По оценке на 31 декабря 2015 года население района Кульмбах составляет 72 468 чел. 

| Дата      | 1840  | 1871  | 1900  | 1925  | 1939  | 1950  | 1961  | 1970  | 1987  | 2011  |
| --------- | ----- | ----- | ----- | ----- | ----- | ----- | ----- | ----- | ----- | ----- |
| Население | 46596 | 52338 | 56322 | 57306 | 58973 | 85781 | 78450 | 78489 | 73055 | 74071 |

| Год       | 1960  | 1970  | 1980  | 1990  | 2000  | 2009  | 2010  | 2011  | 2012  | 2013  | 2014  | 2015  |
| --------- | ----- | ----- | ----- | ----- | ----- | ----- | ----- | ----- | ----- | ----- | ----- | ----- |
| Население | 78075 | 78805 | 75431 | 75326 | 78825 | 74967 | 74491 | 73710 | 73211 | 72898 | 72541 | 72468 |

## Административное устройство

Муниципалитеты района Кульмбах (Бавария)

Район подразделяется на 22 общины.

### Городские общины
1. Кульмбах (27 580)
2. Купферберг (1 118)
3. Штадтштайнах (3 445)

### Ярмарочные общины
1. Вирсберг (2 008)
2. Вонзес (1 179)
3. Графенгехайг (1 042)
4. Казендорф (2 594)
5. Людвигшоргаст (1 000)
6. Майнлойс (6 817)
7. Марктлойгаст (3 576)
8. Марктшоргаст (1 656)
9. Прессекк (2 120)
10. Турнау (4 518)

### Общины
1. Гуттенберг (579)
2. Кёдниц (1 690)
3. Нойдроссенфельд (3 940)
4. Нойенмаркт (3 168)
5. Ругендорф (1 069)
6. Требгаст (1 708)
7. Унтерштайнах (1 958)
8. Харсдорф (1 089)
9. Химмелькрон (3 482)

## Внешние ссылки
- Официальная страница